# Équipe d'Autriche masculine de water-polo
L'équipe d'Autriche masculine de water-polo est la sélection nationale représentant l'Autriche dans les compétitions internationales masculines de water-polo. 
La sélection compte trois participations aux Jeux olympiques (quatrième en 1912, sixième en 1936 et éliminée au premier tour en 1952). Elle ne compte aucune participation aux Championnats du monde de water-polo ou à la Coupe du monde de water-polo.
Les Autrichiens sont finalistes de la Coupe des challengers de water-polo de la FINA en 2019 et sont médaillés de bronze au Championnat d'Europe de water-polo en 1931 ainsi qu'au FINA Men's Water Polo Development Trophy de 2015 et de 2017.